# Pasirgombong (Cikarang Utara)
Pasirgombong is een bestuurslaag in het regentschap Bekasi van de provincie West-Java, Indonesië. Pasirgombong telt 32.040 inwoners (volkstelling 2010).